# Dublin Challenger 1987
Il Dublin Challenger 1987 è stato un torneo di tennis facente parte della categoria ATP Challenger Series nell'ambito dell'ATP Challenger Series 1987. Il torneo si è giocato a Dublino in Irlanda dal 6 al 12 luglio 1987 su campi in terra rossa.

## Vincitori

### Singolare
Gianluca Pozzi ha battuto in finale  Alexandre Hocevar con il punteggio di 7–5, 4–6, 6–2

### Doppio
Pieter Aldrich /  Warren Green hanno battuto in finale  Jason Goodall /  Peter Wright con il punteggio di 6–7, 6–4, 6–4